# Awangarda Narodowa

Symbol używany przez Awangardę Narodową

Awangarda Narodowa (wł. Avanguardia Nazionale) – włoska organizacja terrorystyczna. 

## Historia
Formacja powstała w 1960 roku. Założycielami organizacji byli rozłamowcy z Nowego Porządku. Wyznawała poglądy neofaszystowskie. Współpracowała z Nowym Porządkiem i Frontem Narodowym. Wraz ze wspomnianymi formacjami planowała zamach stanu w 1970 roku. Przywódcy: Stefano della Chiaie, Mario Merlino, Cataldo Stripoli, Cesare Perri, Sergio Coltellaci. Jej liczebność oceniano na 1500 członków. W 1972 r. AN wznieciła w Reggio di Calabria powstanie przeciw „partiokracji", sprawując przez kilka tygodni faktyczną władzę w mieście. W połowie lat 70. została zdelegalizowana. Wielu członków formacji opuściło Włochy. Resztki działaczy Awangardy Narodowej dołączyły do nowej formacji Czarny Porządek.